# (566) Stereoskopia
(566) Stereoskopia – planetoida z zewnętrznej części pasa głównego asteroid okrążająca Słońce w ciągu 6 lat i 82 dni w średniej odległości 3,38 j.a. Została odkryta 28 maja 1905 roku w Landessternwarte Heidelberg-Königstuhl w Heidelbergu przez Paula Götza. Nazwa planetoidy pochodzi od techniki fotograficznej wykorzystywanej w astronomii m.in. przy odkryciach planetoid w czasach odkrycia tego obiektu. Przed nadaniem nazwy planetoida nosiła oznaczenie tymczasowe (566) 1905 QO.